# Hermann Hoffmann (Theologe)
Hermann Hoffmann (* 1878 in Glogau, Provinz Schlesien; † 1972 in Leipzig) war ein deutscher römisch-katholischer Priester und Theologe.

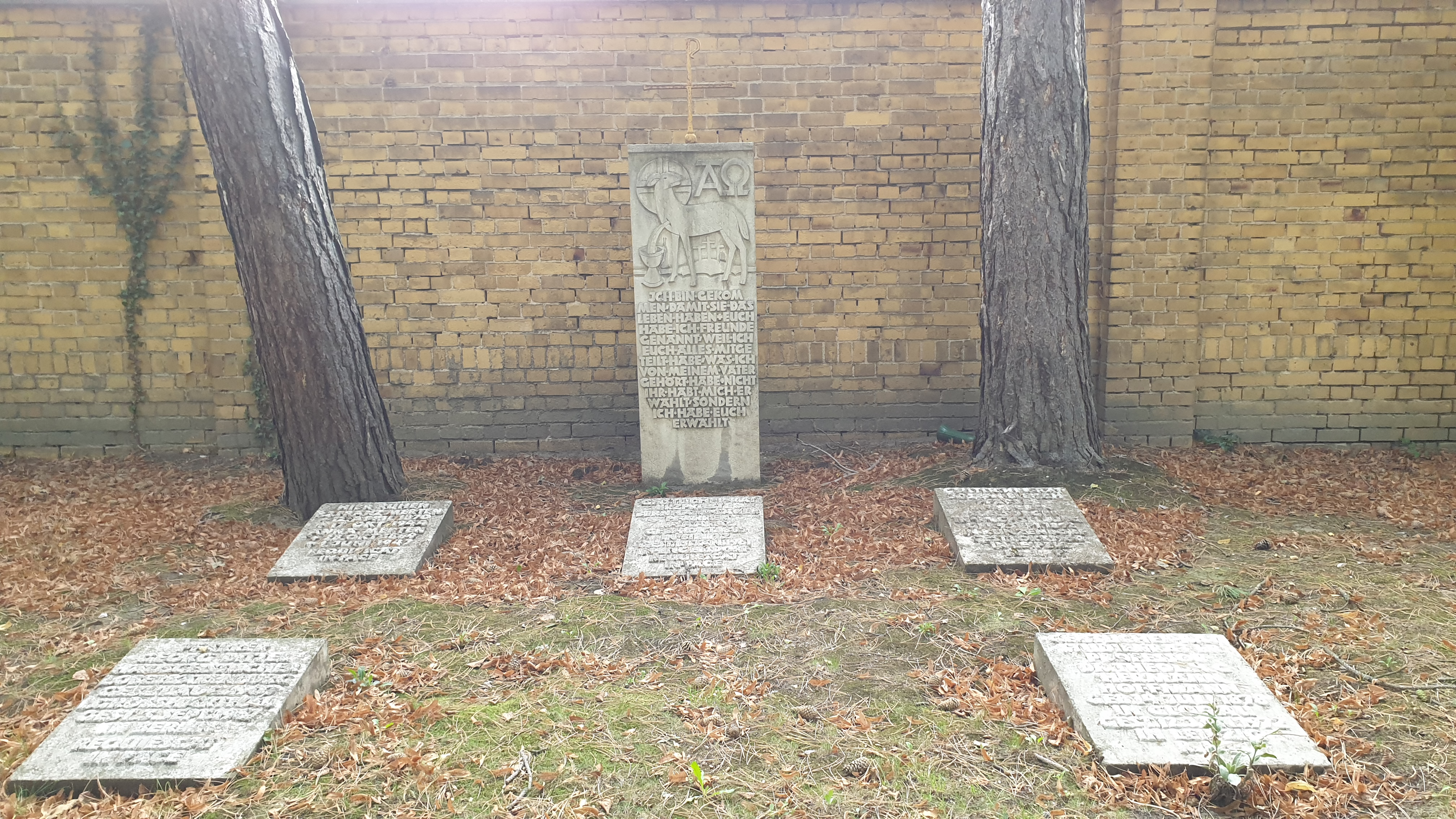
Grab Hermann Hoffmann innerhalb der Priestergrabstätte Südfriedhof Leipzig (Grabstein rechts unten)

## Leben
Hermann Hoffmann war von 1908 bis 1927 Lehrer am Matthias-Gymnasium in Breslau. Er engagierte sich für die katholische Jugendbewegung in Schlesien und wurde zu einem der Mitgründer des Quickborn-Arbeitskreises. Im Ersten Weltkrieg arbeitete er als freiwilliger Militärpfarrer in Frankreich und kehrte als Pazifist zurück. Er schloss sich dem Internationalen Versöhnungsbund an und wurde dadurch zu einem der ersten katholischen Vertreter in der frühen Ökumenischen Bewegung. Später war er auch Mitglied des Friedensbundes Deutscher Katholiken.
Von 1927 bis 1948 war er Priester in Breslau. Als Historiker beschäftigte er sich den schlesischen Jesuitenkollegien und begründete die Zeitschrift Archiv für schlesische Kirchengeschichte. Während der Zeit des Nationalsozialismus setzte er sich für verfolgte Juden ein. Von 1948 bis 1972 war er Seelsorger in Leipzig. Die Universität Würzburg zeichnete ihn 1958 mit der theologischen Ehrendoktorwürde aus.
Hermann Hoffmann wurde auf dem Südfriedhof in Leipzig beerdigt.

## Schriften (Auswahl)
- Die Saganer Jesuiten und ihr Gymnasium – zur Dreihundertjahr-Feier des Saganer Gymnasiums. Sagan 1928
- Die Kirche und der Friede. Von der Friedenskirche zur Friedenswelt. Wien 1933, OCLC 45033266.
- Im Dienste des Friedens. Lebenserinnerungen eines katholischen Europäers. Stuttgart 1970, ISBN 3-8062-0041-6.